# 四アルキル鉛等作業主任者
四アルキル鉛等作業主任者（しアルキルなまりとうさぎょうしゅにんしゃ）は、労働安全衛生法に定められた作業主任者(国家資格)のひとつであり、特定化学物質及び四アルキル鉛等作業主任者技能講習を修了した者の中から事業者により選任される。
また、主任者となるための技能講習を修了した者すなわち資格取得者のこと、あるいは資格そのものを指すこともある。

## 概要
- 四アルキル鉛汚染などから作業員を守る業務を行う資格である。四アルキル鉛は、四メチル鉛、四エチル鉛、一メチル・三エチル鉛、二メチル・二エチル鉛、三メチル・一エチル鉛及びこれらを含有するアンチノック剤のことである。

### 変遷
- 2006年3月31日以前（旧制度）の技能講習の名称は「四アルキル鉛等作業主任者技能講習」であり、その修了者は現行制度下では四アルキル鉛等作業主任者に選任されることができる。
- 2006年4月1日以降（現行制度）の技能講習の名称は「特定化学物質及び四アルキル鉛等作業主任者技能講習」であり、その修了者は特定化学物質作業主任者、四アルキル鉛等作業主任者に選任されることができる。
  - 旧制度の特定化学物質作業主任者の所持者は、四アルキル鉛等作業主任者に選任出来ないので、特定化学物質及び四アルキル鉛等作業主任者技能講習を受講する必要がある。（受講時間の一部免除等の経過措置はとられていない。下記の表を参照。）

| 講習名                                            | 作業主任者     | 作業主任者   | 備考           |
| ------------------------------------------------- | -------------- | ------------ | -------------- |
| 講習名                                            | 四アルキル鉛等 | 特定化学物質 | 備考           |
| 特定化学物質及び四アルキル鉛等 作業主任者技能講習 | ○              | ○            | 新制度の修了者 |
| 四アルキル鉛等作業主任者技能講習                  | ○              | ×            | 旧制度の修了者 |
| 特定化学物質等作業主任者技能講習                  | ×              | ○            | 旧制度の修了者 |

## 受講資格
- 制限なし。（ただし18歳に満たないものは四アルキル鉛等業務での就労や、作業主任者として選任できない。）

## 技能講習
- 実施の頻度は各都道府県により異なるため、都道府県労働局、労働基準監督署、都道府県労働基準協会などに問い合わせる必要がある。

### 講習科目
1. 健康障害及び予防措置に関する知識
2. 作業環境の改善方法に関する知識
3. 保護具に関する知識
4. 関係法令
5. 修了試験